# Ecnomina specensis
Ecnomina specensis là một loài Trichoptera trong họ Ecnomidae. Chúng phân bố ở miền Australasia.